# Quercus mohriana
Quercus mohriana là một loài thực vật có hoa trong họ Cử. Loài này được Buckley ex Rydb. miêu tả khoa học đầu tiên năm 1901.

## Hình ảnh

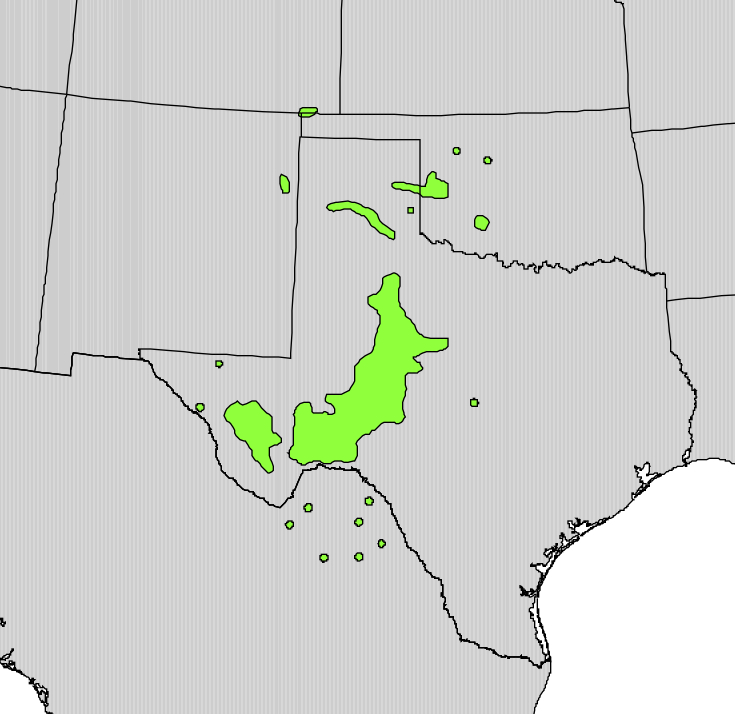